# Кріглах
Кріглах (нім. Krieglach) — ярмаркова комуна  (нім. Marktgemeinde)  в Австрії, у федеральній землі Штирія. 
Входить до складу округу Брук-Мюрццушлаг.  Населення становить 5198 осіб (станом на 31 грудня 2013 року). Займає площу 93 км².